# Argonectes robertsi
Argonectes robertsi é uma espécie ovípara de peixe da família dos hemiodontidae e da ordem dos caraciformes. Os machos podem alcançar 28,8 cm de comprimento.
É um peixe de água doce e de clima tropical, encontrado na América do Sul, mais especificamente, nas bacias dos rios Tapajós, Xingu, Tocantins, e Capim, no Brasil.